# Kotajk
Kotajk (armensk: Կոտայքի մարզ) er en af Armeniens ti provinser. Provinsens areal er 2.086 km². Ved folketællingen i 2011 havde Kotajk 254.397 indbyggere og administrationscentret ligger i byen Hrazdan.
Provinsen ligger den centrale dele af Armenien og grænser til provinserne Lori i nord, Tavusj i nordøst, Gegharkunik  i øst, Ararat i syd og til Aragatsotn i vest.